# Петров Антон Васильович
Антон Васильович Петров (20 серпня 1909, Барнаул — 13 серпня 1988, Харків) — командир артилерійської батареї 24-го гвардійського артилерійського полку, 5-ї гвардійської стрілкової дивізії 8-го гвардійського стрілкового корпусу, 11-ї гвардійської армії, 3-го Білоруського фронту, гвардії капітан, Герой Радянського Союзу.

## Життєпис
Народився 20 серпня 1909 року в родині державного службовця. Росіянин за походженням. Закінчив Красноярський технікум фізкультури, після чого працював спортивним інструктором на Барнаульському вагоноремонтному заводі. В 1934 році був призваний до армії. Повернувшись зі служби у 1937 році, він очолив крайову раду спортивної організації «Спартак».
Учасник Великої Вітчизняної війни з 1941 року. З перших днів війни Петров у рядах 107-ї стрілецької дивізії, що була сформована в горах Алтаю. Бойове хрещення прийняв під містом Єльня, брав участь у звільненні Білорусі, Прибалтики.
26 квітня 1945 року командир артилерійської батареї гвардії капітан Петров, здолавши з передовим загоном пролив біля міста Піллау (зараз Балтійськ Калінінградської області РФ), натиском батареї забезпечив висадку десантних військ на косу Фриш-Нерунг (Віслинська). Підняв своїх воїнів у рукопашний бій та зміг утриматись на рубежі.
За прояв героїзму 29 червня 1945 року А. В. Петрову присвоєно звання Героя Радянського Союзу.
Звільнився в запас у званні капітана в 1946 році. Після війни закінчив Всесоюзний заочний інститут радянської торгівлі (нині Харківський торговельно-економічний інститут Київського національного торговельно-економічного університету). Працював інструктором Червонозаводського районного комітету ДТСААФ у Харкові.

## Пам'ять
- Іменем героя названа вулиця в Барнаулі.
- Меморіальна дошка на честь Героя Радянського Союзу А. В. Петрова встановлена в Харкові за адресою: проспект Гагаріна, 39.